# Postthrombotisches Syndrom
Als postthrombotisches Syndrom (PTS) bezeichnet man die Auswirkungen des dauerhaften Schadens am tiefen Venensystem des Armes oder des Beines, welches Monate bis Jahre nach stattgefundener Phlebothrombose auftritt. Während der Auflösung des Gerinnsels findet an der Venenwand ein steriler Entzündungsprozess (ohne Infektion mit Krankheitserregern) statt. Dabei werden durch eine überschießende Reaktion des Immunsystems jedoch häufig die Venenklappen im betroffenen Bereich angegriffen oder sogar zerstört. Damit fehlt der wichtigste Teil des Rückflussmechanismus, die Venen sind nicht mehr voll funktionstüchtig. Es entwickelt sich das „Postthrombotische Syndrom“. Etwa 50 Prozent aller Thrombose-Patienten sind davon betroffen. Wegen der Seltenheit von Armvenenthrombosen und der geringen statischen Belastung der Arme sind die Arme nur selten von einem PTS betroffen.

## Krankheitsbild
Bei einer Venenthrombose kommt es nur sehr selten zu einer völligen Auflösung des Blutgerinnsels und damit zu einer Wiederherstellung eines normalen Venenflusses. Meist resultieren als Folge der Thrombose Narbenstränge im Gefäß, teils mit dauerhaftem Verschluss einer Vene. Da die narbigen Veränderungen auch die Venenklappen miteinbeziehen, können die Klappen nicht mehr vollständig schließen, so dass es zu einem chronischen Blutstau im betroffenen Bein kommt. Zudem kommt es in Folge von Entzündungen zu einer Verdickung der Venenwand. Daraus resultierende Beschwerden sind: Schwere- oder Spannungsgefühl im Bein, Schwellung und Schmerzen.
Im weiteren Verlauf – oft erst nach Monaten und Jahren – können sich zunächst Ödeme und sekundäre Krampfadern bilden. Das Bein kann dabei als schwer empfunden werden und es können Beschwerden bis hin zu Spannungsschmerzen auftreten. Bei sehr langem Krankheitsverlauf kann es durch Ablagerung von Eisenpigment (= Hämosiderineinlagerung) zur Braunfärbung der Haut am Unterschenkel und später als Folge einer chronischen Unterversorgung der oberen Hautschichten mit arteriellem Blut zu strukturellen Hautschäden kommen (z. B. Atrophie blanche). Bei weiterer Hautschädigung entwickelt sich dann oft ein chronisches Unterschenkelgeschwür (Ulcus cruris venosum). Die Geschwüre können dabei an fast jeder Stelle des Unterschenkels auftreten, bevorzugt ist die Region um den Innen- und den Außenknöchel betroffen.
Der Schweregrad des postthrombotischen Syndroms hängt von der Ausdehnung der initialen Thrombose und zusätzlichen Faktoren (langes Stehen im Beruf, weibliches Geschlecht, Adipositas) ab.
Das postthrombotische Syndrom kann in vier Stadien unterteilt werden:
- Stadium I: Ödemneigung ohne Gewebsverhärtung (Gewebssklerose)
- Stadium II: Verhärtungen der Haut und des Unterhautfettgewebes (Dermatoliposklerose)
- Stadium III: sklerotische Gewebsveränderungen der Haut und des Subkutangewebes und umschriebener Areale der Faszie (Dermatoliposclerosis regionalis)
- Stadium IV: wie Stadium III, zusätzlich mit ausgedehnten, manchmal zirkulären Ulzerationen (Ulcus cruris postthromboticum)

## Diagnosestellung
Ist eine früher abgelaufene Thrombose bekannt und liegen typische Beschwerden (s. o.) vor, so ist die Diagnosestellung einfach. Nicht selten verlaufen Thrombosen aber unerkannt und demaskieren erst Jahre später durch das Auftreten einer postthrombotischen Syndroms.

### Villalta-Score
Zur Objektivierung des Schweregrades des postthrombotischen Syndroms wurde 1994 von Sabina Villalta und ihren Mitarbeitern ein Score entwickelt:
|                                                    | Bewertung (Punkte) |      |        |        |
| Subjektive Symptome morphologische Veränderungen   | Keine              | Mild | Mittel | Schwer |
| -------------------------------------------------- | ------------------ | ---- | ------ | ------ |
| Subjektive Symptome                                |                    |      |        |        |
| Schmerz                                            | 0                  | 1    | 2      | 3      |
| Krämpfe                                            | 0                  | 1    | 2      | 3      |
| Schweregefühl                                      | 0                  | 1    | 2      | 3      |
| Parästhesien (Missempfindungen)                    | 0                  | 1    | 2      | 3      |
| Morphologische Veränderungen                       |                    |      |        |        |
| prätibiales Ödem (Schwellung; Wassereinlagerung)   | 0                  | 1    | 2      | 3      |
| Induration (Verhärtung)                            | 0                  | 1    | 2      | 3      |
| Pigmentierung                                      | 0                  | 1    | 2      | 3      |
| Schmerz während der Wadenkompression               | 0                  | 1    | 2      | 3      |
| Venöse Ektasien (Sackartige Erweiterung der Venen) | 0                  | 1    | 2      | 3      |
| Ulcus cruris (Unterschenkelgeschwür)               | 0                  | 1    | 2      | 3      |

Bewertung des Villalta-Scores
Es wird die Summe aller Punktwerte der obigen Tabelle gebildet.
- Score 0–4: Kein PTS
- Score 5–9: Mildes PTS
- Score 10–14: Moderates PTS
- Score 14 oder Ulcus cruris: Schweres PTS

### Ultraschall
Mittel der Wahl ist die Untersuchung mittels farbkodierter Duplexsonografie (FKDS), bei der sich strukturelle Schäden des tiefen Venensystems und vor allem Venenklappenschäden vom erfahrenen Untersucher gut nachweisen lassen.

### Phlebografie
Eine Röntgenuntersuchung mit Kontrastmittel (Phlebografie) zeigt einen chronischen Venenverschluss nach Thrombose sehr gut anhand der Vielzahl der kleinen Umgehungsgefäße an. Auch die Venenklappen kann man gut beurteilen. Da die Phlebografie aber im Vergleich zum Ultraschall aufwendiger und unangenehmer für den Patienten ist, wird sie immer seltener durchgeführt.

## Therapie
Grundprinzip der Behandlung ist die Anwendung von Kompression von außen entweder durch Applikation eines Kompressionsverbandes mit Kurzzugbinden oder durch Überziehen eines medizinischen Kompressionsstrumpfes. Verwendet werden hierbei, je nach Schweregrad des PTS und der Beinform, Strümpfe in Rund- oder Flachstrick. Zugleich ist die Aktivierung der Muskelpumpe wichtig, was durch regelmäßiges aktives Bewegen der betroffenen Extremität erreicht wird (Fahrradfahren, Spazierengehen); eine Überlastung des Beines durch extremen Ausdauersport sollte allerdings vermieden werden. Zusätzlich kann durch Hochlagerung des Beines das Venensystem entlastet werden. Harntreibende Medikamente sind nur im Einzelfall und dann auch nur für kurze Zeit sinnvoll. Eine Gerinnungshemmung mit oraler Antikoagulation ist bei erneuter Thrombosegefahr sinnvoll. Die Kompressionstherapie mit Strümpfen ist zur Verhinderung von Rezidiven ein Leben lang fortzuführen.
Die Wirkung der Kompression verbessert sich durch Bewegung, da diese die Wadenmuskelpumpe und die Sprunggelenkpumpe aktiviert. Prinzipiell gilt daher die 3S3L-Regel: Sitzen und Stehen ist Schlecht - Lieber Laufen und Liegen.